# Anders Svensson (fotbollsspelare född 1939)
Anders Svensson, född 27 mars 1939 i Teckomatorp, död 6 december 2007 i Bjärred, var en svensk fotbollsspelare (mittfältare). Han spelade i klubbarna Malmö FF, PSV Eindhoven, och Örgryte IS, samt en landskamp för svenska fotbollslandslaget.